# Abaï (république de l'Altaï)
Abaï (en russe : Аба́й, en altaï méridional : Абай) est un village du raïon d'Oust-Koksa dans la république de l'Altaï, en Russie. Il fait partie de l'établissement rural d'Amour. Sa population s'élevait à 317 habitants au recensement de 2021.

## Géographie
Le village de Abaï se situe dans la république de l'Altaï, une république de Sibérie méridionale, en Russie. Il fait partie du district fédéral sibérien. Le village fait partie du raïon d'Oust-Koksa, le raïon de la république le plus au sud-ouest, qui compte 42 localités, avec Oust-Koksa comme centre administratif. Il fait partie de l'établissement rural d'Amour, une municipalité, avec le village d'Amour comme chef-lieu.
Abaï, comme toute la république de l'Altaï, est située dans le fuseau horaire MSK+4 (heure de Krasnoïarsk). Le décalage horaire appliqué par rapport au temps universel coordonné est +07:00.
Le village se trouve sur la rive gauche de la rivière Koksa.

## Histoire
D'après liste des lieux peuplés du territoire sibérien de 1928, le village a été fondé en 1860.

## Démographie
Recensements (*) et estimations de la population,,:
| 2002* | 2010* | 2012 | 2013 |
| ----- | ----- | ---- | ---- |
| 436   | 403   | 387  | 375  |

| 2014 | 2015 | 2016 | 2021* |
| ---- | ---- | ---- | ----- |
| 373  | 372  | 362  | 317   |

En 2002, sur les 436 habitants, il y avait 64 % d'Altaïens et 34 % de Russes.

## Transports
La route d'Ouïmon, route reliant Tioungour, via Oust-Koksa et Oust-Kan, à la route fédérale R256, et principal axe régional, traverse le village.